# Чинджі
Чинджі (кор. 진지, 眞智, Jinji, Chinji; пом. 15 липня 579) — корейський правитель, двадцять п'ятий володар (ван) держави Сілла періоду Трьох держав.

## Біографія
Був другим сином тхевана Чинхина і панни Садо з клану Пак. Його старший брат, спадкоємець престолу, Донжун, помер 572 року, тому Чинджі зайняв трон після смерті батька.
За його правління продовжувались напади з боку Пекче, зокрема 577 року війська Пекче вдерлись до Сілли з заходу. Сілланська армія відбила напад, після чого Чинджі наказав збудувати кілька нових фортець на західному кордоні. Втім наступного року війська Пекче захопили фортецю Ар'ясан. 579 року сили Пекче захопили ще три сілланських фортеці та зруйнували деякі важливі шляхи.
578 року Чинджі відрядив посланця до південнокитайської династії Чень.
Відповідно до Самгук Юса за його правління при дворі набирали обертів конфлікти між чиновниками та представниками різних кланів. Невпинні напади з боку Пекче завдавали значних збитків державі Чинджі, але він не зважав на це та вів розгульне життя: пиячив і розважався з жінками. Зрештою його піддані вмовили вана зректись престолу, й він помер в ув'язненні за три місяці після зречення.
Відповідно до іншого джерела (Хваран Секі) його усунула від влади мати, панна Садо, через те, що він не додержав обіцянки одружитись із її сестрою (чи племінницею). Він захопився іншою жінкою, тому його мати з сестрою поширили чутки, ніби всі біди Сілли походять від того, що на троні перебуває неправедний монарх. Вони вмовили його зректись влади, щоб заспокоїти небеса, потім ув'язнили, а за три місяці ван помер. Новим правителем було проголошено його десятирічного племінника, Чинпхьона, регенткою при якому стала Садо.